# Galago à queue touffue
Otolemur crassicaudatus
Espèce
Statut de conservation UICN

 LC  : Préoccupation mineure
Statut CITES
Le Galago à queue touffue (Otolemur crassicaudatus) est une espèce de primates de la famille des Galagidae.

## Répartition
C'est une espèce répandue dans le Sud et l'Est de l'Afrique comme en Angola, Tanzanie, Kenya et Somalie.

## Description

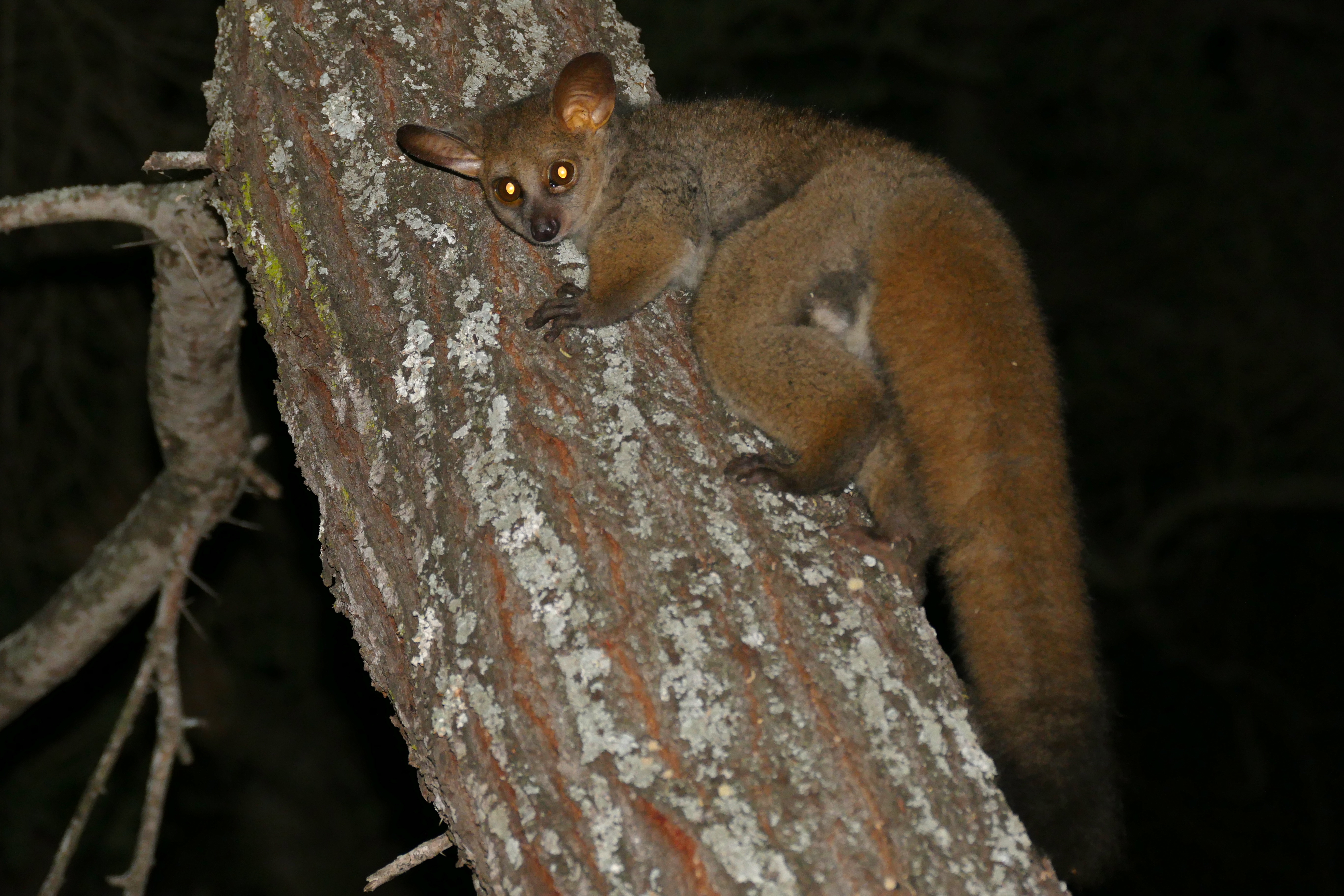
Otolemur crassicaudatus (Parc national Kruger, Afrique du Sud)

## Liste des sous-espèces
Selon Mammal Species of the World (version 3, 2005)  (3 juin 2014) :
- sous-espèce Otolemur crassicaudatus crassicaudatus É. Geoffroy, 1812
- sous-espèce Otolemur crassicaudatus kirkii Gray, 1865

Selon UICN (3 juin 2014) :
- sous-espèce Otolemur crassicaudatus crassicaudatus (É. Geoffroy, 1812)
- sous-espèce Otolemur crassicaudatus kirkii (Gray, 1865)
- sous-espèce Otolemur crassicaudatus monteiri Bartlett in Gray, 1863